# Telemóveis
Telemóveis – singel portugalskiego piosenkarza Conana Osírisa skomponowany i wyprodukowany przez niego samego i wydany 11 lutego 2019 nakładem wytwórni Ao Sul do Mundo.
21 stycznia 2019 premierę miało oficjalne „lyric video” do piosenki, udostępnione na kanale „Festival da Canção” w serwisie YouTube.
2 marca 2019 kompozycja wygrała w finale programu Festival da Canção 2019, dzięki czemu reprezentowała Portugalię w 64. Konkursie Piosenki Eurowizji w Tel Awiwie. Utwór zajął 15. miejsce w pierwszym półfinale z 51 punktami na koncie, nie zdobywając awansu do finału.

## Lista utworów
Digital download
1. „Telemóveis” – 3:05